# Милан Ђурић (политичар)
Милан Ђурић (Нови Сад, 20. јун 1977) српски је политичар и адвокат. Од 26. октобра 2022. године до своје оставке 28. јануара 2025. године, обављао је функцију градоначелника Новог Сада. Члан је Српске напредне странке (СНС), док је претходно био заменик градоначелника.

## Детињство, младост и образовање
Рођен је 20. јуна 1977. године у Новом Саду, у тадашњој Социјалистичкој Републици Србији. Завршио је Основну школу „Јован Поповић” и Гимназију „Исидора Секулић”. Године 2002. дипломирао је на Правном факултету Универзитета у Новом Саду.

## Адвокатска каријера
Од 2003. до 2005. радио је као адвокатски приправник, а од 2005. године адвокат у самосталној адвокатској канцеларији.

## Политичка каријера
Члан је популистичке Српске напредне странке (СНС).
Од 2012. до 2020. био је члан Социјално-економског савета Новог Сада, члан Градског већа Новог Сада за управу и прописе, а од 2016. члан Покрајинске изборне комисије. У септембру 2020. изабран је за заменика градоначелника Новог Сада. Дана 26. октобра 2022. постављен је за градоначелника Новог Сада, наследивши Милоша Вучевића који је постављен за потпредседника Владе и министра одбране.

## Приватни живот
Ожењен је правницом Мирјаном Ђурић. Био је члан УО ФК Војводина, као и члан и потпредседник Скупштине ФК Војводина. Поред матерњег српског, говори и енглески језик.